# 三上浩司
三上 浩司（みかみ こうじ、1972年 - ）は、日本の映像作家、CGクリエイター。東京工科大学教授。

## 略歴
神奈川県横須賀市出身。神奈川県立横須賀大津高等学校、慶應義塾大学環境情報学部卒業。同大学大学院政策・メディア研究科博士課程修了。
日商岩井勤務を経て、1998年東京工科大学嘱託研究員。2007年同大学メディア学部講師。2012年准教授。2016年教授。

## 著書

### 共編著
- 『映像ミザンセーヌの黄金則 -ヒットする映画の作り方-』（ボーンデジタル書籍編集部, 2012年）
- 『コンテンツクリエーション』（コロナ社, 2014年）
- 『CGとゲームの技術』（コロナ社, 2016年）